# Пиран
Пира́н (словен. Piran, итал. Pirano) — город в Словении, на полуострове Истрия, на побережье Пиранского залива Адриатического моря.
Население города — 4 143 человека, община Пиран (город Пиран с пригородами включая город Порторож) насчитывает 16 758 человек (2002).

## Общие сведения

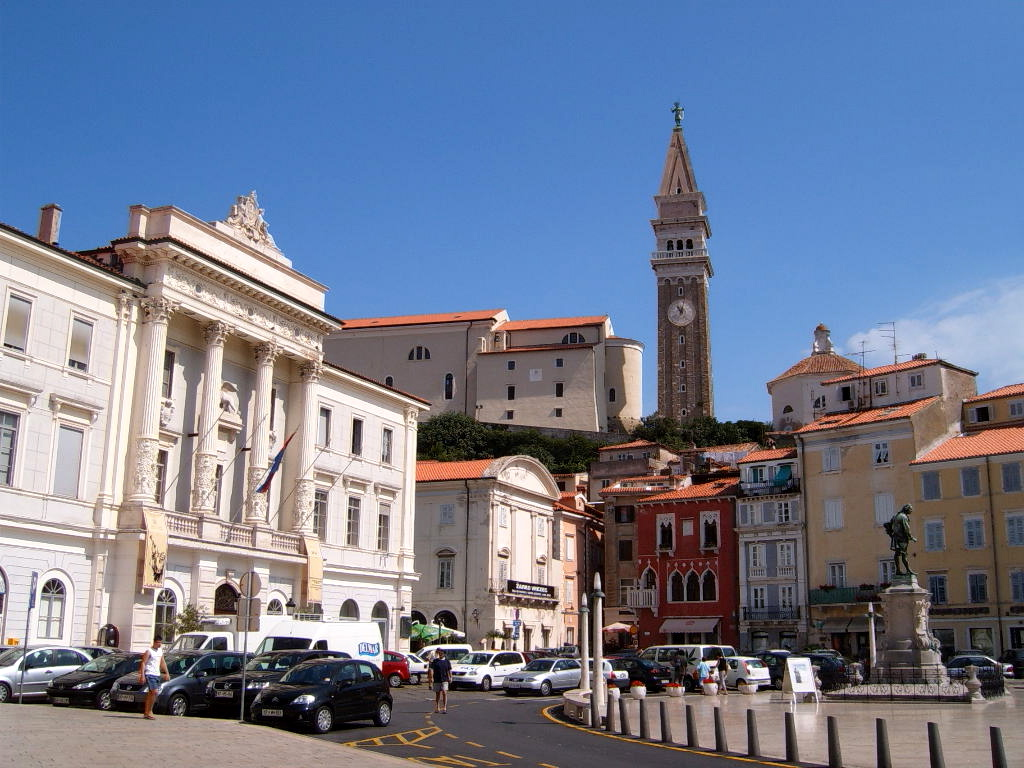
Собор св. Георгия и памятник Тартини

Пиран — один из городов тридцатикилометровой полосы словенского побережья. Город расположен в 7 км от хорватской границы, в 19 к юго-западу от Копера и в 23 км от итальянской границы.
Город связан прибрежными дорогами с городами словенского побережья, итальянским Триестом и хорватской Истрией. Регулярное автобусное сообщение с Любляной, соседними городами Словении, Хорватии и Италии. Есть пассажирский морской порт.
Округ Пиран официально двуязычен, итальянский язык уравнён в правах со словенским.
Город напоминает музей под открытым небом, в котором сохранились великолепные образцы средневековой (главным образом венецианской) архитектуры.
В Пиране родился знаменитый итальянский композитор и скрипач Джузеппе Тартини (1692—1770); его именем названа центральная площадь, на которой установлен памятник музыканту.
22 февраля 1812 года при Пиране произошла морская битва, ставшая главным сражением адриатической кампании наполеоновских войн.
На выборах, состоявшихся 24 октября 2010 года, мэром города впервые в его истории (и в истории страны) был избран чернокожий политик — социал-демократ Питер Боссман.

## Достопримечательности
- Собор св. Георгия.
- Памятник Тартини на центральной площади города, носящей имя композитора.
- Морской музей имени Сергея Машеры.

## Спор о принадлежности залива Пиран
После Второй мировой войны площадь от Триеста на севере и до реки Мирна на юге была частью Свободной территории Триест. В 1954 году территорию поделили; область была условно разделена между Италией и Югославией, разделение было окончательно закреплено Договором в Озимо в 1975 году. Первый проект делимитации лёг в основу предложений обеих стран после обретения независимости в 1991 году Словенией и Хорватией. Словения предложила установить границы в заливе Пиран исходя из положения города Пиран. Хорватия изменила проект в следующем году, объявив весь залив своей собственностью 5 июня 1992 года. С тех пор Словения продолжала настаивать на этой позиции до 2017 года (см. Территориальный спор между Хорватией и Словенией). В 2017 году Постоянная палата третейского суда в Гааге приняла решение в пользу Словении по установлению границы в заливе.

## Ссылки

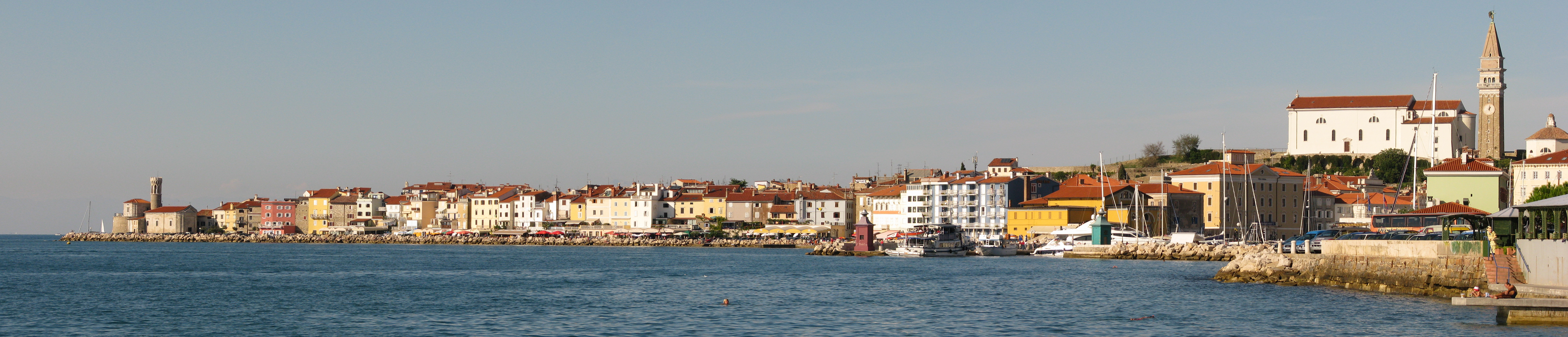
Пиран